# Plumieux
Plumieux (bretonisch: Pluvaeg) ist eine französische Gemeinde mit 1.654 Einwohnern (Stand: 1. Januar 2022) im Département Côtes-d’Armor in der Region Bretagne. Sie gehört zum Arrondissement Saint-Brieuc und ist Mitglied im Gemeindeverband Loudéac Communauté – Bretagne Centre. Die Bewohner werden Plumetais und Plumetaises genannt.
Sie entstand mit Wirkung vom 1. Januar 2025 als Commune nouvelle durch Zusammenlegung der bis dahin selbstständigen Gemeinden Plumieux, Coëtlogon und Le Cambout, die fortan den Status als Communes déléguées besitzen. Der Verwaltungssitz befindet sich im Ort Plumieux.

## Gemeindegliederung
| Commune déléguée           | Ehemaliger INSEE-Code | PLZ   | Fläche (km²) | Einwohnerzahl (2022) |
| -------------------------- | --------------------- | ----- | ------------ | -------------------- |
| Plumieux (Verwaltungssitz) | 22241                 | 22210 | 38,92        | 1.021                |
| Coëtlogon                  | 22043                 | 22210 | 16,35        | 225                  |
| Le Cambout                 | 22027                 | 22210 | 18,02        | 408                  |

## Geografie
Plumieux liegt etwa 48 Kilometer südsüdöstlich von Saint-Brieuc und etwa 67 Kilometer westlich von Rennes. Die Gemeinde befindet sich in der Haute-Bretagne an der Grenze zum benachbarten Département Morbihan. Das Gemeindegebiet wird entwässert vom Ninian, der es im Nordosten begrenzt, vom Ruisseau de Durbœuf, der im Oberlauf Ruisseau de Blaye genannt wird und Plumieux im Südosten begrenzt, vom Lié, vom Flüsschen Guerfro, und verschiedenen kleineren Wasserläufen. Das Zentrum liegt auf einer Höhe von etwa 130 m. Das Relief des Gebiets ist leicht hügelig mit einer maximalen Erhebung von 182 m im Norden und minimal 66 m im Lié-Tal im Südwesten.
Teile des Gebiets von Plumieux gehören zu den ZNIEFF-Naturzonen „Forêts de Lanouée“ (530006826) und „Lande de Caler / La Ville au Cerne“ (530020085).
Umgeben wird Plumieux von den neun Nachbargemeinden:
| La Chèze                                         | Plémet                                      | Gomené Ménéac (Morbihan)      |
| Saint-Étienne-du-Gué-de-l’Isle Bréhan (Morbihan) | Kompassrose, die auf Nachbargemeinden zeigt | La Trinité-Porhoët (Morbihan) |
|                                                  | Forges de Lanouée (Morbihan)                | Mohon (Morbihan)              |

## Sehenswürdigkeiten
| Name                          | Ort        | Bemerkungen                                             | Bild |
| ----------------------------- | ---------- | ------------------------------------------------------- | ---- |
| Kirche Saint-Pierre           | Plumieux   | 19./20. Jahrhundert                                     |      |
| Herrenhaus                    | Plumieux   | 15./16. Jahrhundert                                     |      |
| Friedhofskreuz                | Plumieux   | 15. Jahrhundert, als Monument historique klassifiziert  |      |
| Pfarrkirche Saint-Thuriau     | Coëtlogon  | 1864 neu errichtet                                      |      |
| Herrenhaus in Le Cartier      | Coëtlogon  | 18. Jahrhundert                                         |      |
| Schloss in La Retenue         | Coëtlogon  | 20. Jahrhundert                                         |      |
| Wegekreuz in La Pierre Longue | Coëtlogon  | 17. Jahrhundert, als Monument historique eingeschrieben |      |
| Kirche Sainte-Anne            | Le Cambout | 19. Jahrhundert                                         |      |

## Bildung
Die Gemeinde verfügt über eine private Vor- und Grundschule (École primaire) „Sainte Anne“ in Plumieux mit 87 Schüler und Schülerinnen im Schuljahr 2014/2015.

## Wirtschaft
Plumieux liegt in der Zone AOC des Whisky breton oder Whisky de Bretagne.

## Verkehr
Plumieux liegt abseits größerer Verkehrsachsen. Die Departementsstraße D 14 führt im Nordwesten nach La Chèze und im Osten nach La Trinité-Porhoët, die Departementsstraße D 1 im Norden nach Plémet. Weitere, untergeordnete Departementsstraßen und lokale Landstraßen verbinden die Ortsteile miteinander und mit weiteren Nachbargemeinden.